# چشمک (فیلم)
چشمک فیلمی به کارگردانی جهانگیر جهانگیری، نویسندگی اشرف غلامی و تهیه‌کنندگی منصور حیدری محصول سال ۱۳۸۷ است.
این فیلم در ۱۴ مرداد ۱۳۸۸ در سینماهای ایران اکران شده است.

## خلاصه فیلم
این فیلم داستان زنی مرفه را بیان می‌کند که با توجه به مشکلات خانوادگی از همسرش جدا شده و در پی آن سرپرستی دخترش به پدر واگذار می‌شود و برای جبران این ناکامی تصمیم می‌گیرد سرپرستی کودکی از پرورشگاه را برعهده بگیرد.